# Kaltenhouse
Kaltenhouse je občina v departmaju Bas-Rhin francoske regije Alzacija.
Leta 1990 je v občini živelo 1 695 oseb oz. 456 oseb/km².